# 普洛 (特鲁埃尔省)
普洛，是西班牙阿拉贡自治区特鲁埃尔省的一个市镇。总面积17平方公里，总人口53人（2001年），人口密度3人/平方公里。